# Volkswagenwerk Zwickau
| Volkswagenwerk Zwickau | Volkswagenwerk Zwickau |
| ---------------------- | ---------------------- |
| Gründung               | 1990                   |
| Produktion             | 204.000                |
| Fläche                 | 1.800.000 m²           |
| Mitarbeiter            | 9.200                  |
| Leitung                | Danny Auerswald        |

Volkswagenwerk Zwickau

Das Volkswagenwerk Zwickau ist ein sächsisches Automobilwerk, das am 26. September 1990 im heutigen Zwickauer Stadtteil Mosel gegründet wurde und gemeinsam mit dem Motorenwerk Chemnitz und der Gläsernen Manufaktur Dresden zur Volkswagen Sachsen GmbH mit Sitz in Zwickau gehört. Im Frühjahr 2025 hatte das Werk Zwickau 9.200 Mitarbeiter. Seit dem 27. Juni 2020 werden im Werk keine Fahrzeuge mit Verbrennungsmotor mehr produziert.

## Geschichte

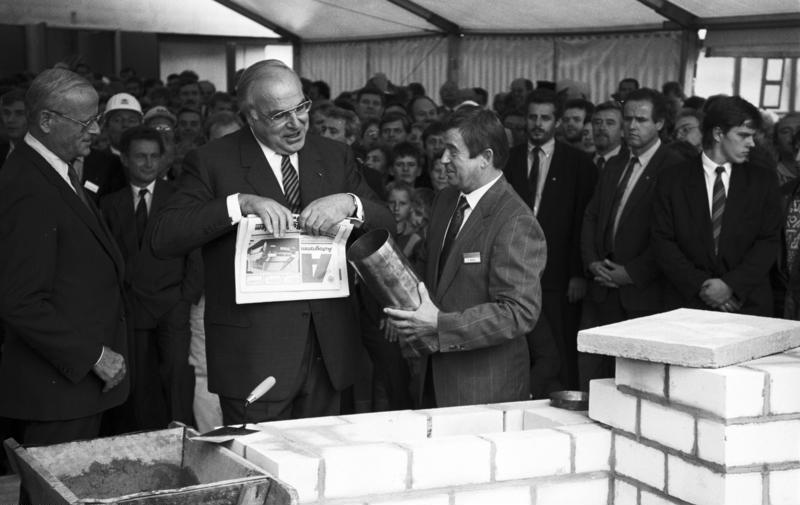
Helmut Kohl und Carl H. Hahn (links) bei der Grundsteinlegung des VW-Werkes Mosel am 26. September 1990

Mit der Gründung der Horch- und Audi-Werke in den Jahren 1904 bzw. 1909 wurde Zwickau zur Wiege der Sächsischen Automobilindustrie. Wegen der Traditionen des Automobilbaus in der Region und wegen des Fachkräftepotentials entschloss sich Volkswagen als erstes Großunternehmen der Bundesrepublik zum Bau eines neuen Werkes in Sachsen und investierte dafür große Summen. Dadurch siedelten sich in der Region weitere Unternehmen an.
Bereits in der Endphase der DDR wurde im nördlichen Zwickauer Vorort Mosel ab 1989 der Trabant 1.1 mit einem unter VW-Lizenz hergestellten Vierzylinder-Viertaktmotor gebaut. Die Produktion wurde 1991 eingestellt, denn dazu parallel hatte man schon am 21. Mai 1990 im Werk Mosel mit der Serienfertigung des VW Polo II begonnen. Am 15. Februar 1991 begann parallel zur Polo-Produktion die Fertigung des Golf II, dessen Nachfolger bis Mitte 2020 im Werk Zwickau produziert wurden. Der Vorort Mosel wurde 1999 nach Zwickau eingemeindet. 2007 führte man offiziell die neue Werksbezeichnung Volkswagen-Fahrzeugwerk Zwickau ein.
Seit dem Produktionsstart im Jahr 1990 wurden insgesamt rund 3,7 Millionen Volkswagen ausgeliefert. Im Jahr 2010 verließen täglich 1.350 Fahrzeuge der VW-Modellreihen Golf und Passat das VW-Werk. Mit 250.000 Fahrzeugen wurde 2010 eine Rekordstückzahl erzielt (ein Grund dafür war die 2009 vom Staat gezahlte Umweltprämie in Höhe von 2500 Euro). Hinzu kommen die Karosserien für die Oberklassefahrzeuge Phaeton und Bentley Continental GT, die komplett lackiert mit Spezialtransportern in die „Gläserne Manufaktur“ Dresden bzw. nach Crewe in Großbritannien geliefert wurden. Insgesamt wurden seit 2001 rund 100.000 Karosserien für den VW Phaeton und die Bentley-Continental-Baureihe (jeweils 50.000) gefertigt. Seit 2017 werden im Werk Zwickau auch Karosserien für den Bentley Bentayga und seit 2018 für den Lamborghini Urus produziert.
Am 11. Mai 2004 fand hier die Festveranstaltung zum 100. Jahrestag der Gründung der A. Horch & Cie. Motorwagenwerke AG Zwickau statt. Hochrangige Personen aus Politik und Wirtschaft würdigten dabei in ihren Grußansprachen die wissenschaftlich-technischen Leistungen der Automobilbauer Südwestsachsens.
Als erster Standort im Volkswagen-Konzern wurde 2018 begonnen, das Werk Zwickau vollständig auf die Produktion von Elektroautos umzustellen. Am 4. November 2019 startete die offizielle Produktion des VW ID.3 als erstes Modell der neuen Elektroauto-Generation von Volkswagen. Am 26. Juni 2020 rollte nach 116 Jahren das letzte Fahrzeug mit Verbrennungsmotor (ein Golf) vom Band. Am 27. Januar 2022 hat Volkswagen den Umbau des Fahrzeugwerks Zwickau offiziell abgeschlossen. Mittlerweile laufen sechs vollelektrische Modelle von den Bändern – der VW ID.3, ID.4 und ID.5, der Audi Q4 e-tron, der Audi Q4 Sportback e-tron und der Cupra Born.
2024 wurden 204.000 Fahrzeuge in Zwickau produziert. Die technische Kapazität der Fabrik liegt bei mehr als 300.000 E-Autos jährlich. 2023 betrug die Produktionszahl 247.000 E-Modelle.

## Aktuelle Produkte

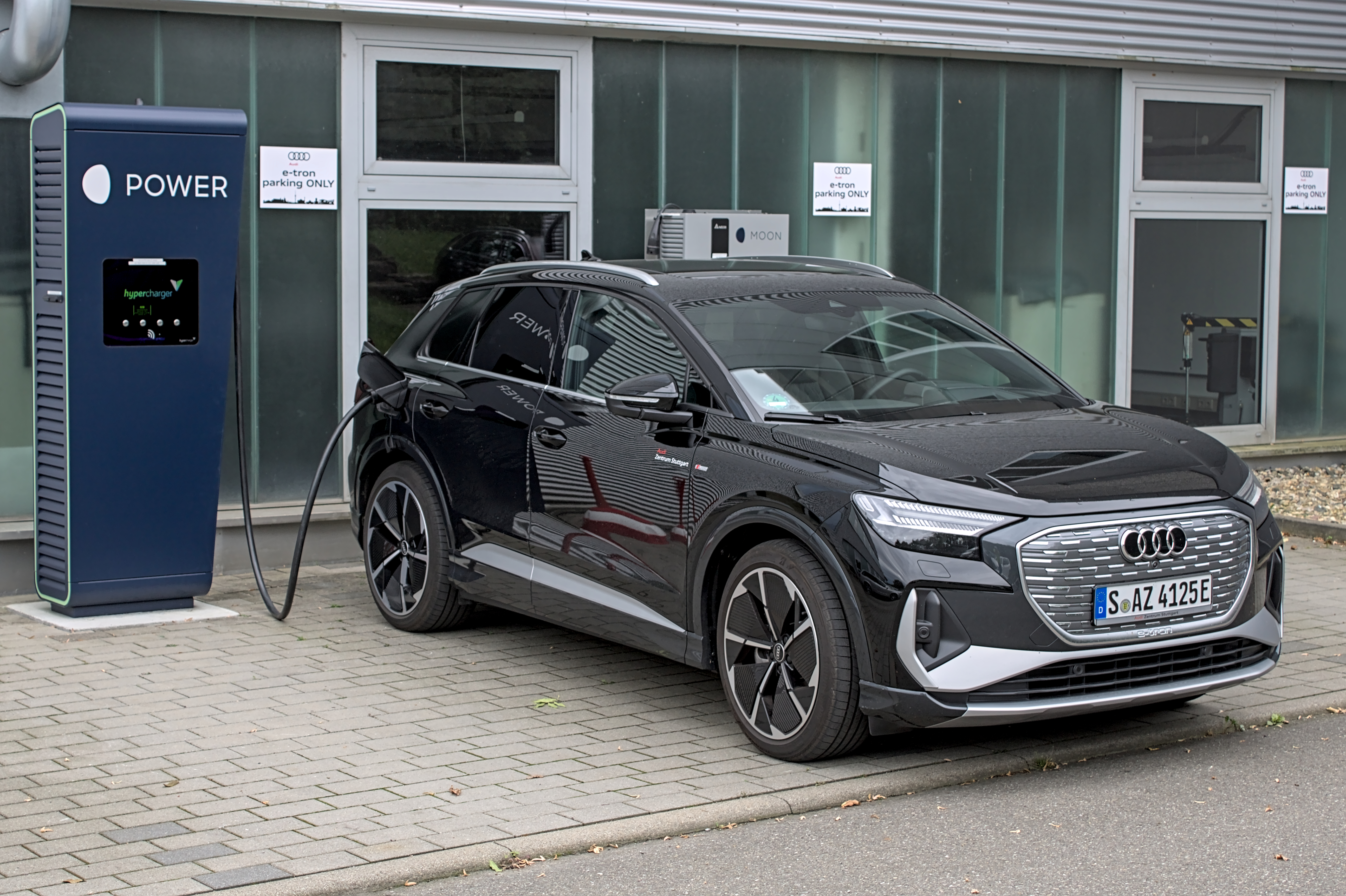
Audi Q4 e-tron
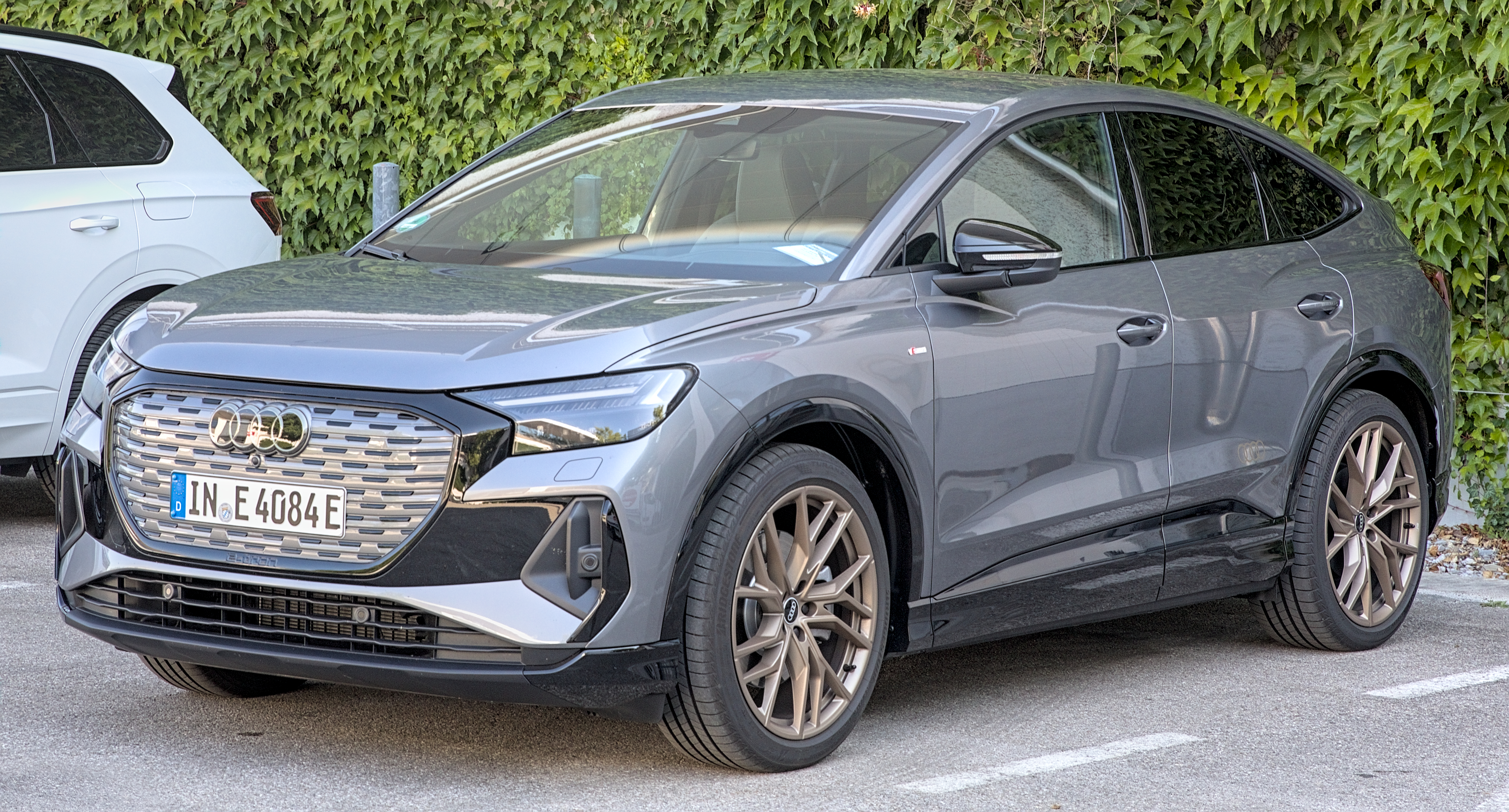
Audi Q4 Sportback e-tron
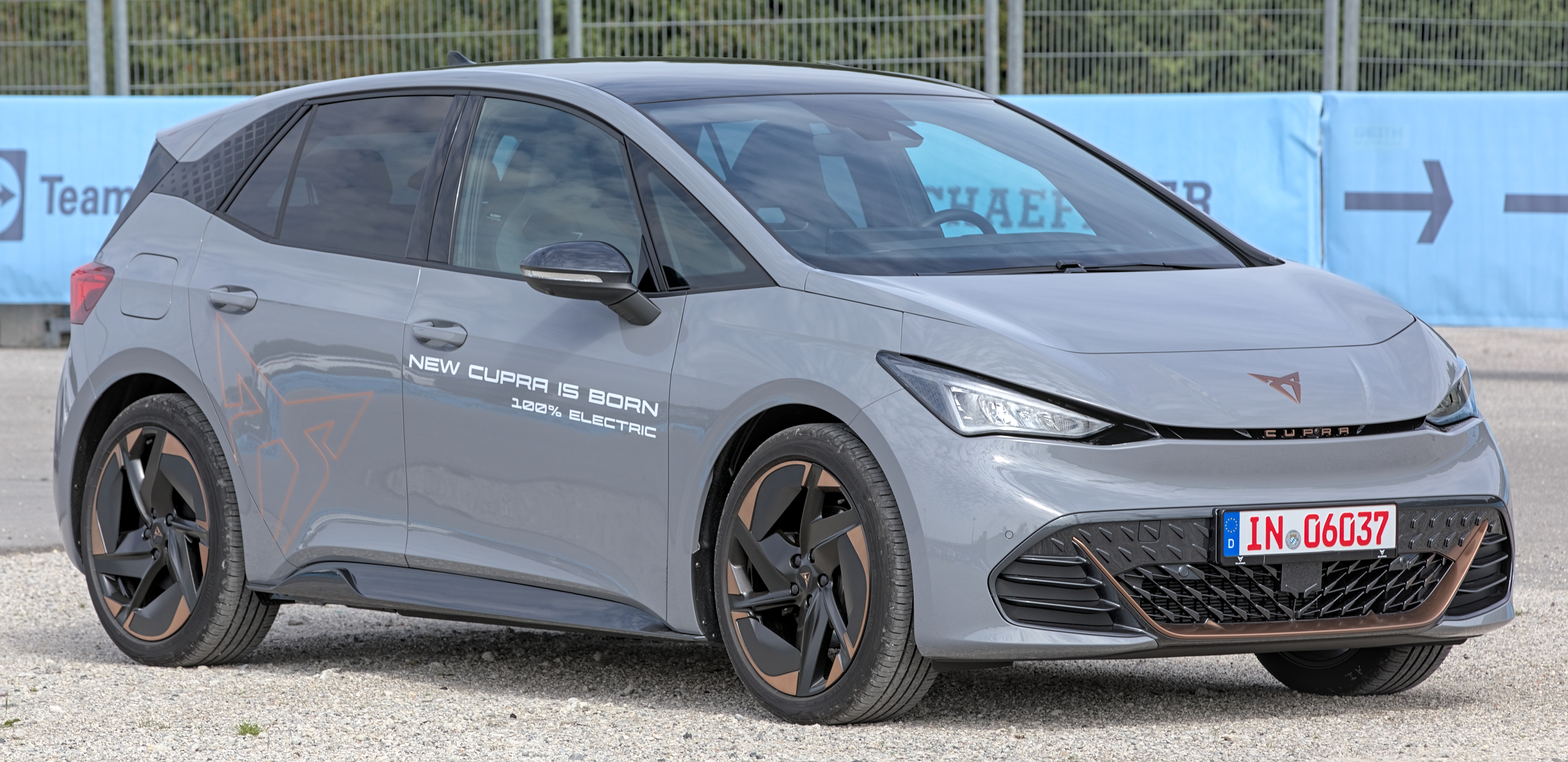
Cupra Born
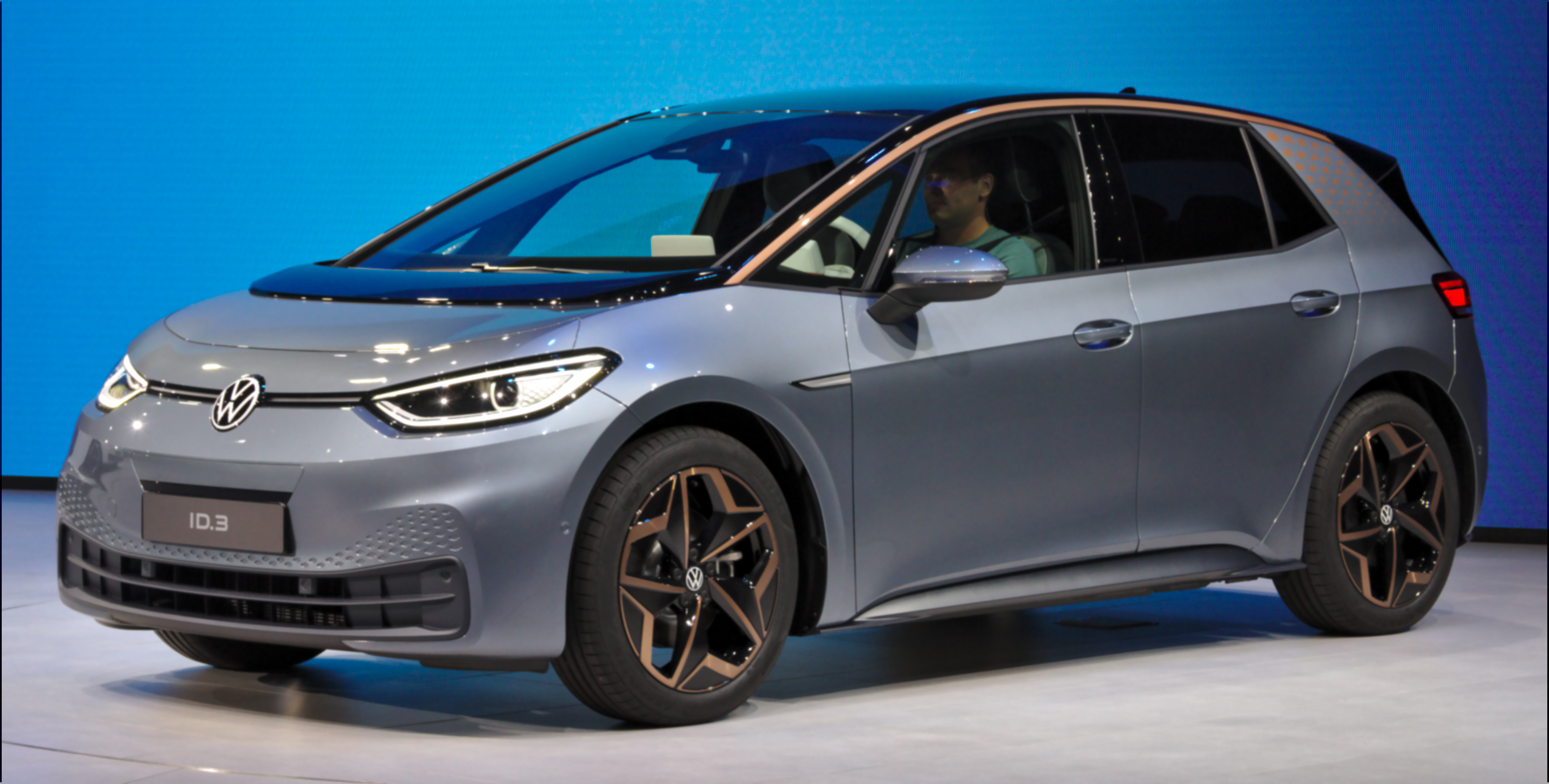
VW ID.3
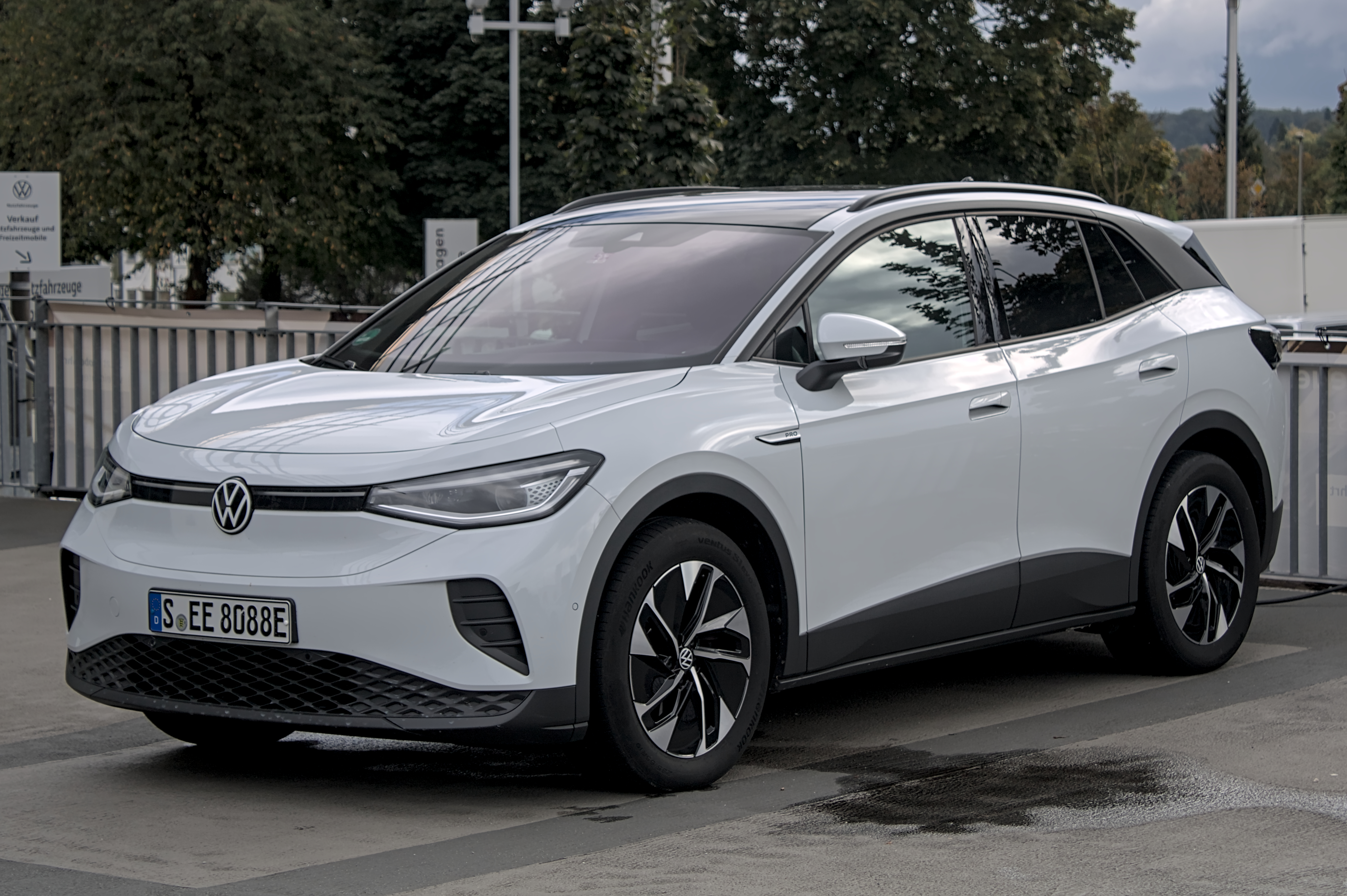
VW ID.4
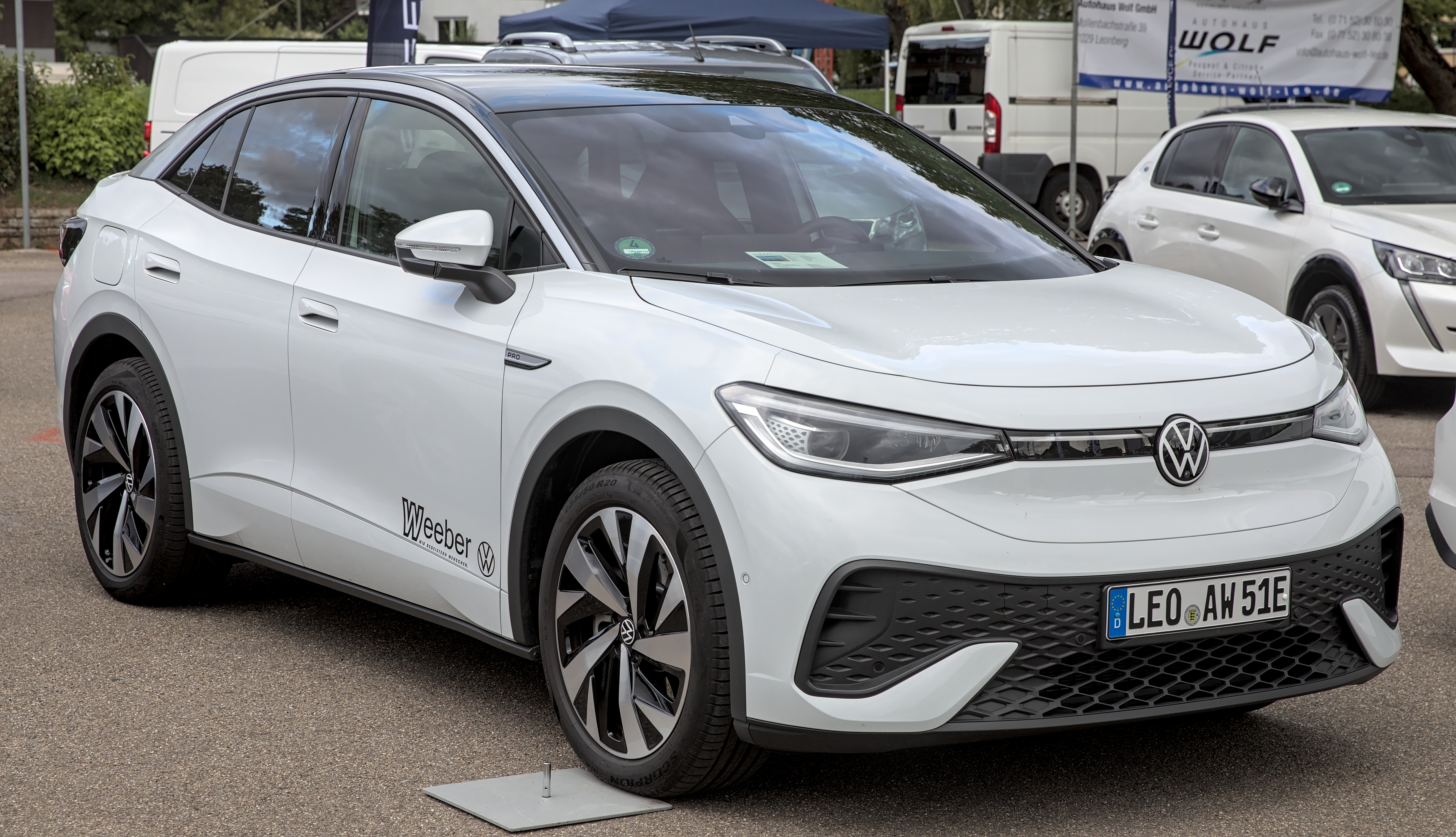
VW ID.5
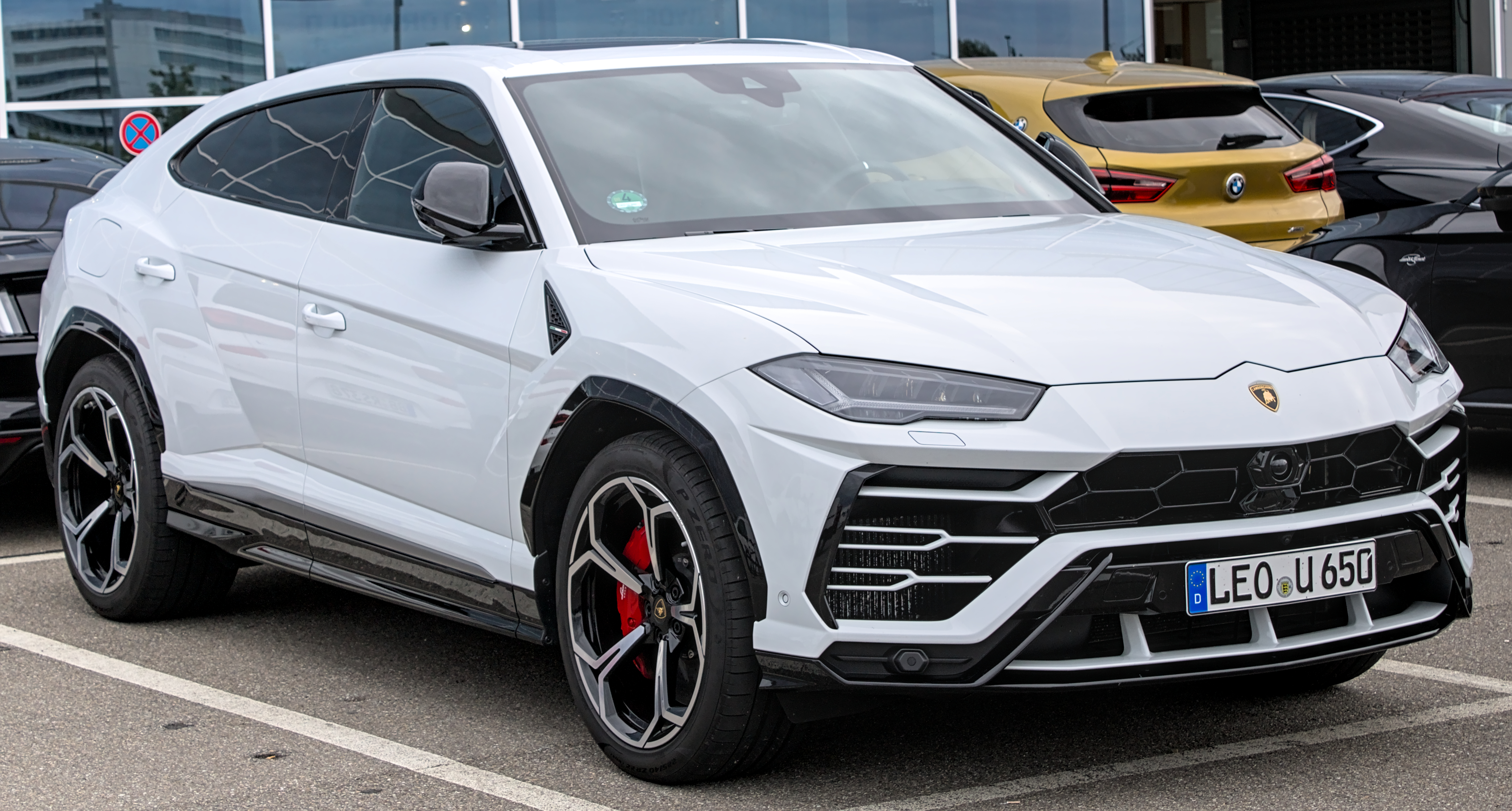
Lamborghini Urus (Karosserie)
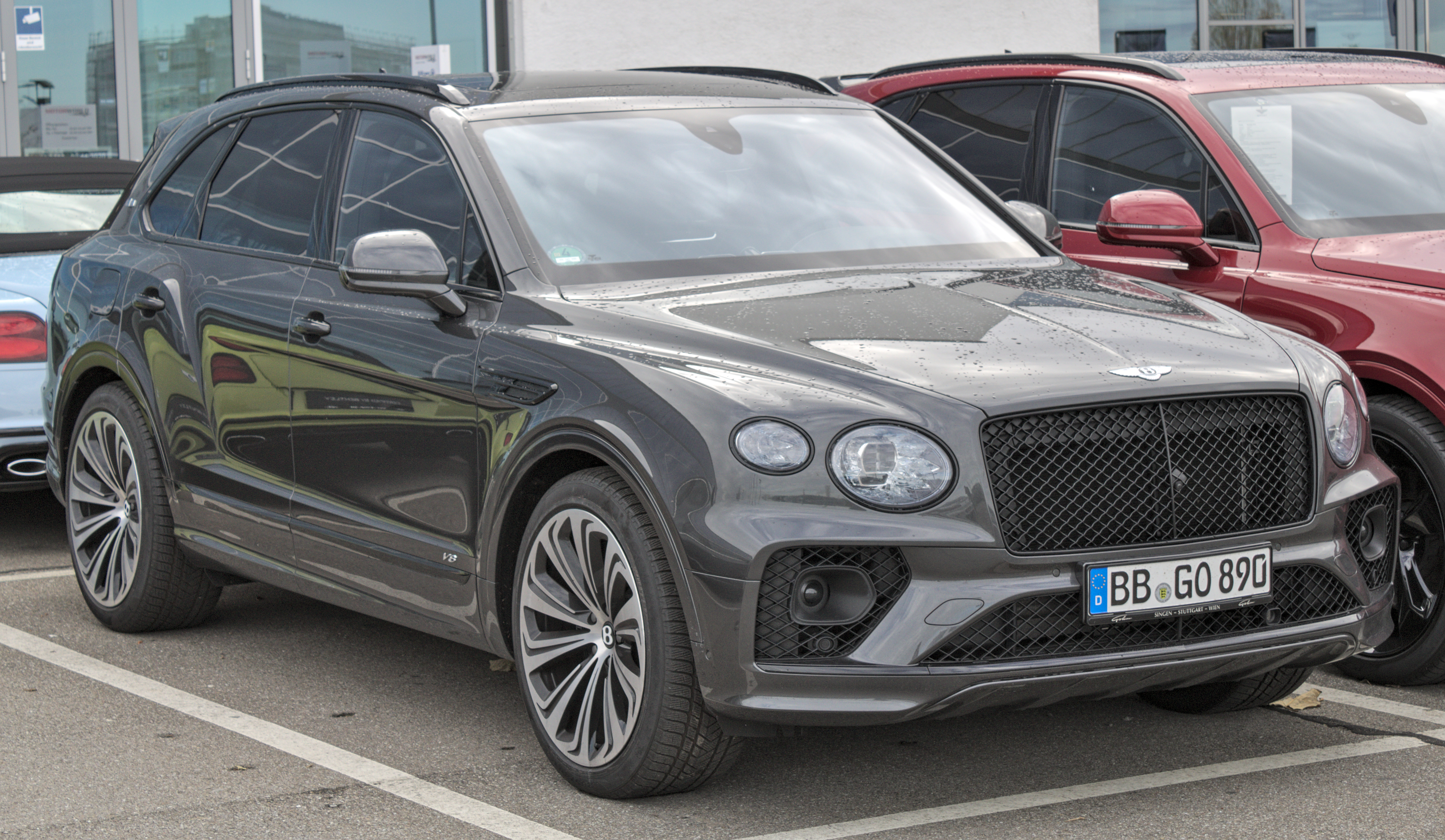
Bentley Bentayga (Karosserie)